# The War at Home (1996)
The War at Home (deutscher Alternativtitel: Die Heimatfront) ist ein Spielfilm aus dem Jahre 1996. Emilio Estevez fungierte als Regisseur und Co-Produzent.

## Handlung
Der Vietnamkriegveteran Jeremy Collier kehrt, verfolgt von seinen traumatischen Erlebnissen in Vietnam, zurück zu seiner Familie in seine Heimatstadt. Nicht verstehend, dass sein Sohn an einer posttraumatischen Belastungsstörung leidet, verlangt sein Vater Bob von ihm die Rückkehr in die bürgerliche Kleinstadtwelt. Seine Mutter Maurine behandelt ihn wie ein zehnjähriges Kind und will, dass er die Geschehnisse vergisst. Nur seine Schwester Karen bemerkt zum Teil Jeremys Veränderungen, wird jedoch von ihrem Vater davon abgehalten, ihrem Bruder zu helfen.
Die Konflikte innerhalb der Familie steigern sich am Thanksgiving-Fest, als Jeremy sich weigert, angemessene Kleidung anzuziehen und stattdessen seine Kampfuniform und Medaillen trägt. Während des Abends richtet Jeremy nach einem Streit seine Waffe auf seinen Vater und erklärt ihm seinen Hass auf ihn, der dadurch ausgelöst wurde, dass er ihm vor dem Antritt der Wehrdienstes kein Geld für eine Flucht nach Kanada geben wollte. 
Während des Gesprächs wird er von seinen Erlebnissen heimgesucht. Er sieht sich wieder im Krieg einen Vietcong exekutieren. Zunächst fühlt er sich nicht in der Lage dazu, doch dann erkennt er in ihm das Gesicht seines Vaters und drückt ab. Nach diesen Schilderungen bricht er zusammen und wird von seinem Vater gewaltsam aus dem Haus geworfen. Der Film endet damit, dass sich Jeremy unter Tränen ein Busticket kauft.

## Kritik
Das Lexikon des internationalen Films urteilte, der Film sei mit „soliden Darstellern“ besetzt. Jedoch konzentriere er „sich zu sehr auf den traumatisierten Veteranen“ und lasse so „das schauspielerische Potenzial der übrigen“ ungenutzt. Auf diesem Grund erhalte „das Melodram eine eher sentimentale Note, der kein relativierendes Gegengewicht entgegengebracht wird.“

## Erfolg
Der Film war kommerziell ein Flop. Bei Produktionskosten von 3 Millionen US-Dollar spielte der Film aufgrund von mangelnder Vermarktung von Disney und Touchstone Pictures nur 43 Tausend US-Dollar ein.
Der Film wurde im Jahre 1998 drei Mal für den ALMA Award nominiert. 